# Dnešice
Obec Dnešice (německy Dneschitz) se nachází v okrese Plzeň-jih, kraj Plzeňský. Žije zde 898 obyvatel. Součástí obce je také Černotín.
Na okraji obce směrem od Dobřan se nachází rybník Utopený. V obci je možnost občerstvení a nákupů.

## Historie
Obec se nachází 6 km severozápadně od Přeštic, na úpatí kopce Hůrka v nadmořské výšce 426 m. První písemná zpráva o obci Dnešice pochází z roku 1115, kdy byla knížetem Vladislavem darována kladrubskému klášter už jako obec s kostelem. V obci je kostel sv. Václava, připomínaný již roku 1352, který byl v době husitských rozbrojů i s obcí vypleněn a po četných úpravách (např.přístavba nové věže roku 1811 a rozsáhlá oprava v letech 2001–2003) doznal dnešní podoby. Vpravo od cesty směrem na Přeštice se nachází výklenková kaple se sochou sv. Vojtěcha pocházející z první poloviny 19. století.
Dnešickým rodákem byl známý novinář, překladatel a dopisovatel zahraničních časopisů Josef Pachmayer (1864–1928) a pedagogický spisovatel Tomáš Vorbes (1815–1888), jehož Obrazy z dějin vychovatelství byly dlouho oblíbenou studijní knihou, nebo také vojenský pilot 313. československé stíhací perutě RAF Václav Jícha DFC, AFC (1914-1945). Za faráře Šimona Františka Alexia Janoty byly roku 1685 založeny farní matriky.

## Pamětihodnosti
- Kostel svatého Václava
- Výklenková kaplička uprostřed obce
- Fara

Ve vsi Černotín, která je vzdálena 3 km severozápadně od Dnešic, se nachází šestiboká kaplička a v jejím okolí několik původních vesnických staveb. Od kapličky je výchozí místo k nedalekému poutní místo Křížový vrch. Na okraji vsi se nachází požární nádrž.

## Části obce
- Dnešice
- Černotín

V letech 1963–1992 k obci patřily i Lažany a Přestavlky.